# 2-메틸아세토아세틸-CoA
2-메틸아세토아세틸-CoA(영어: 2-methylacetoacetyl-CoA) 또는 2-메틸아세토아세틸 조효소 A(영어: 2-methylacetoacetyl coenzyme A)는 아이소류신의 대사 과정에서의 대사 중간생성물이다.

## 같이 보기
- 티글릴-CoA
- 3-하이드록시-2-메틸뷰티릴-CoA 탈수소효소